# Lacey Evans
Macey Estrella-Kadlec (de soltera Evans, Georgia; 24 de marzo de 1990) es una luchadora profesional y exmarine estadounidense. Es conocida por haber trabajado para la empresa WWE, donde se presentó bajo el nombre de Lacey Evans.

## Carrera militar

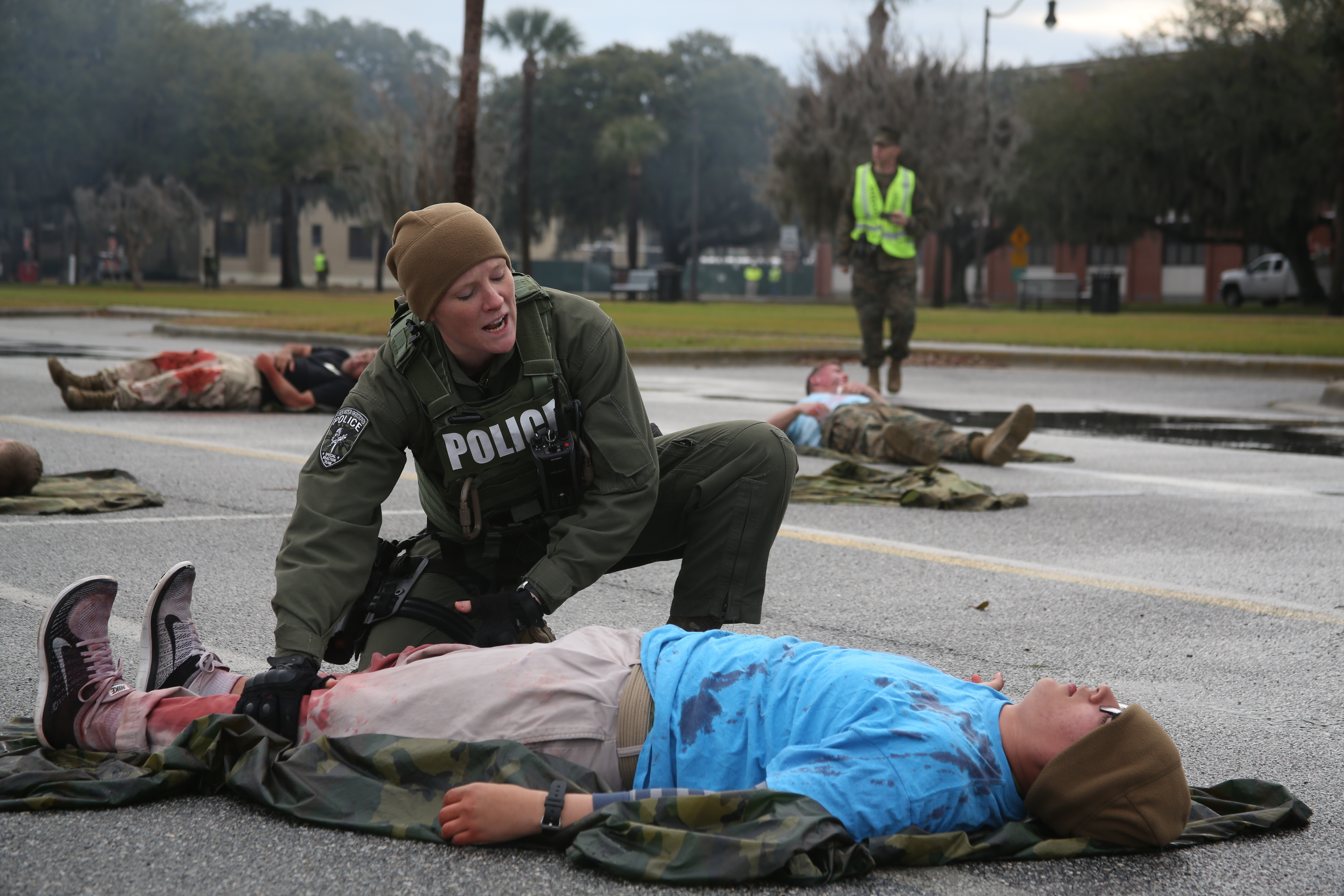
Macy Estrella-Kadlec durante una simulación de la respuesta a un ataque terrorista

Estrella-Kadlec fue parte del Cuerpo de Marines de los Estados Unidos y miembro del Equipo Especial de Reacción del Cuerpo de Marines, aproximadamente equivalente a un civil del equipo SWAT. Ingresando a los 19 años, sirviendo durante cinco años, obteniendo una licenciatura y comenzando un negocio de construcción mientras estaba en servicio activo. 
Estrella-Kadlec también fue introducida a la lucha libre mientras estaba en la Infantería de Marina a través de un sargento que promovió programas independientes en el lateral, primero la invitaron a un programa y luego la programaron para luchar en el evento principal del segundo programa al que asistió.

## Carrera como luchadora profesional

### Circuito independiente (2014-2015)
Estrella-Kadlec entrenó bajo la dirección de Tom Caiazzo en el Centro de Entrenamiento de American Premier Wrestling en Statesboro, Georgia. Debutó para la promoción en 2014, ganando el Campeonato Mundial de Peso Pesado de la compañía.

### WWE

#### NXT (2016-2018)
El 12 de abril de 2016, Estrella firmó un contrato con WWE. Hizo su debut para la compañía el 20 de octubre en un house show, participando en un Battle Royal, el cual finalmente ganó Ember Moon. Tres meses después, en su primera aparición en NXT, Evans se unió a Sarah Bridges en una lucha por equipos, la cual perdieron ante el equipo de Billie Kay & Peyton Royce. En 2017, a Estrella se le dio el nombre artístico Lacey Evans en referencia al nombre de soltera completo de su hermana, Lacey. Evans fue utilizada principalmente como jobber para varias competidoras.
En julio, Evans participó en el primer torneo Mae Young Classic, derrotando a Taynara Conti en la primera ronda, pero perdiendo ante Toni Storm en la segunda ronda.

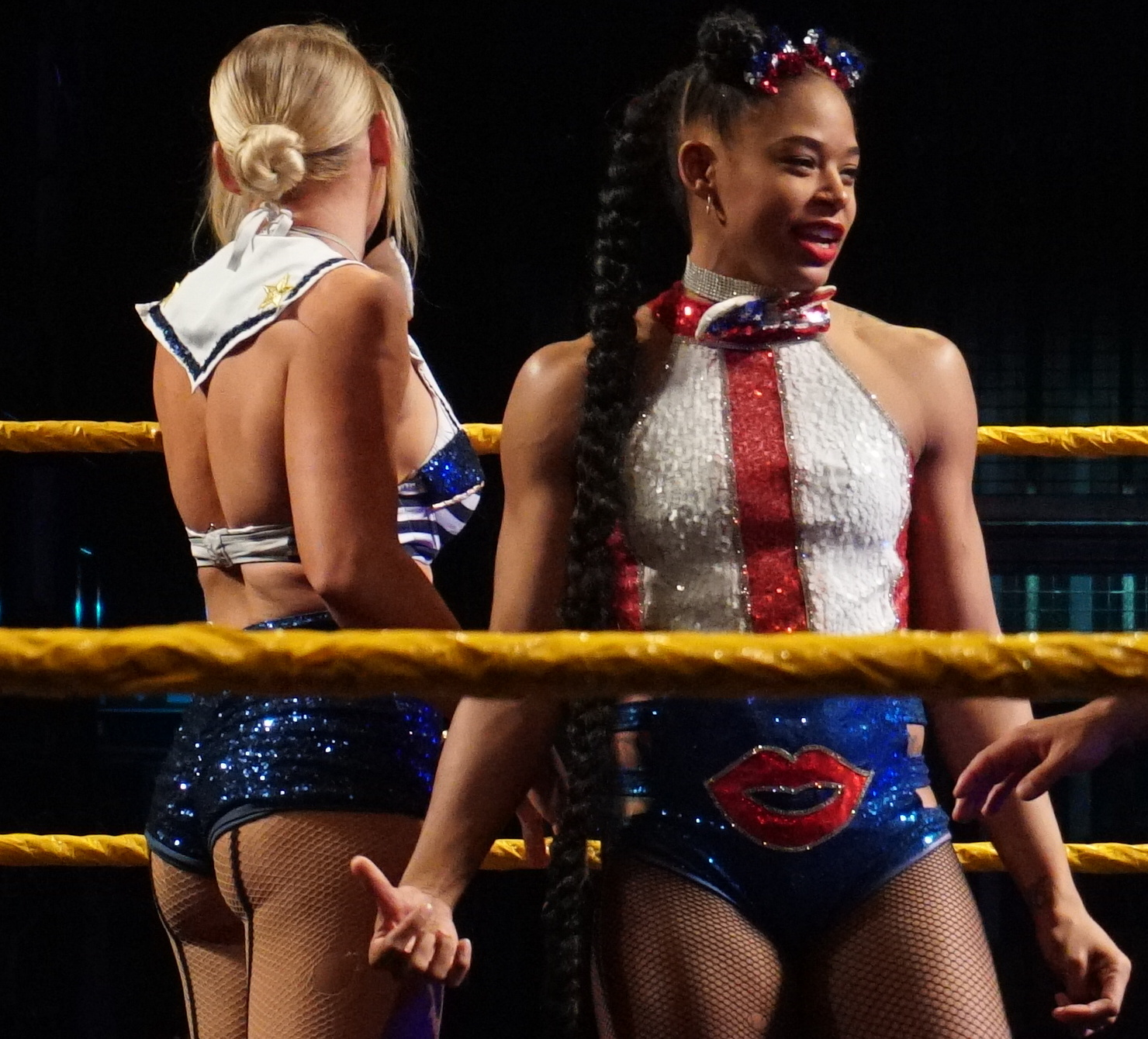
Evans (izquierda) y Bianca Belair antes de una lucha por equipos en un house show en junio de 2018.

En el episodio del 17 de enero de 2018 de NXT, Evans se estableció como heel cuando se quejó ante el gerente general de NXT, William Regal, por permitir que "las formas más bajas de basura social", como Nikki Cross, Ember Moon y Kairi Sane, compitieran en la división femenina. En abril, Evans tuvo en su primer feudo con Sane, ya que las dos intercambiaron victorias y se atacaron durante las siguientes semanas. Eventualmente, Evans perdió ante Sane en el episodio del 6 de junio de NXT para terminar su feudo. Durante el resto del año, Evans comenzó una racha ganadora, derrotando a mujeres como Dakota Kai y Candice LeRae. En diciembre, Evans compitió en un Fatal 4-Way match para determinar a la contendiente número uno al Campeonato Femenino de NXT, sin embargo, el combate fue ganado por Bianca Belair.

#### Roster principal (2018-2023)
En el episodio del 17 de diciembre de 2018 de Raw, Evans fue anunciada como una de los seis luchadores de NXT que estarían a punto de ser traspasados al roster principal. Evans perdió ante Natalya en un dark match el 7 de enero de 2019 en las grabaciones de Main Event e hizo su debut oficial en el elenco principal en Royal Rumble, ingresando al Women's Royal Rumble match como la #1, donde duró más de 29 minutos y eliminó a The IIconics (Billie Kay y Peyton Royce), antes de que fuera eliminada por Charlotte Flair. Después de eso, Evans apareció repetidamente en Raw, SmackDown y eventos de pago por visión para interrumpir varios segmentos y combates al salir al escenario, saludar a la multitud y marcharse.
Poco después de WrestleMania 35, Evans comenzó su primer feudo en el elenco principal cuando atacó continuamente a la Campeona Femenina de Raw y SmackDown, Becky Lynch. Durante el Superstar Shake-up de WWE, Evans se convirtió en parte del elenco de la marca Raw y también derrotó a Natalya para ganar una oportunidad titular por el Campeonato Femenino de Raw de Lynch. La oportunidad titular de Evans fue programada para Money in the Bank, donde fue derrotada por Lynch por rendición, por lo que no ganó el título. Apenas unos minutos después, Evans ayudó a Charlotte Flair a ganar el Campeonato Femenino de SmackDown de Lynch cuando la golpeó con su Woman's Right, lo que le permitió a Charlotte aprovechar el ataque para ganar, aunque minutos después perdió el título ante Bayley, quien cobró su contrato de Money in the Bank. A pesar de la derrota, Evans continuó su feudo con Lynch por el Campeonato Femenino de Raw. En Stomping Grounds, Evans perdió nuevamente ante Lynch, y en el evento principal, fue la elección de Baron Corbin para ser árbitro especial en su combate por el Campeonato Universal de WWE contra Seth Rollins, debido a que Rollins salía con Lynch. Sin embargo, Corbin fue derrotado debido a una interferencia de Lynch, quien atacó a Evans. La noche siguiente en Raw, Evans y Corbin desafiaron a Lynch y Rollins por sus respectivos títulos en un Last Chance Winner Takes All Mixed tag team Extreme Rules match en Extreme Rules, donde no pudieron ganar el combate después de que Rollins cubrió a Corbin, terminando su feudo con Lynch.
Luego de eso, Evans pasó a competir en Main Event, donde derrotó a Dana Brooke en tres ocasiones. En el episodio del 27 de agosto de SmackDown, Evans fue derrotada por la Campeona Femenina de SmackDown Bayley en una lucha no titular. Luego de eso, Evans comenzó un feudo con Natalya, a quien derrotó en el episodio del 2 de septiembre de Raw. Sin embargo, Evans perdió por rendición ante Natalya la siguiente semana en Raw. En el episodio del 16 de septiembre de Raw, Evans derrotó a Dana Brooke por rendición, usando el Sharpshooter de Natalya. La siguiente semana en Raw, Evans derrotó a Ember Moon por rendición, usando una vez más el Sharpshooter. Evans volvió a enfrentarse a Natalya el 30 de septiembre en la premier de temporada de Raw, donde Evans derrotó a Natalya. Después del combate, Evans atacó a Natalya usando un Women's Right. En el kick-off de Hell in a Cell, Evans fue derrotada por Natalya. La noche siguiente en Raw, Evans y Natalya se enfrentaron en una lucha de desempate en un Last Woman Standing match, donde Evans fue derrotada, terminando el feudo.
El 11 de octubre, debido al Draft, Evans fue traspasada a la marca SmackDown. El 14 de octubre en Raw, Evans se convirtió en la compañera sorpresa de Natalya para enfrentar a The Kabuki Warriors (Asuka y Kairi Sane), pero fueron derrotadas. En el episodio del 18 de octubre de SmackDown, Evans compitió en un Six-Pack Challenge para determinar a la contendiente número uno al Campeonato Femenino de SmackDown de Bayley, pero fue derrotada por Nikki Cross. El 31 de octubre en Crown Jewel, Evans y Natalya se convirtieron en las primeras mujeres en la historia en luchar en Arabia Saudita, donde Evans perdió. Después del combate, Evans y Natalya se abrazaron y celebraron con los fanáticos. El 14 de noviembre, WWE.com anunció a Evans como la cuarta integrante del Team SmackDown, el cual se enfrentaría al Team Raw y al Team NXT en un Traditional Survivor Series Elimination Women's match en Survivor Series. En el evento, Evans fue eliminada por Natalya. Finalmente, el Team SmackDown perdió el combate.
El 29 de noviembre en Smackdown, Evans culpó principalmente a Sasha Banks y Bayley por la derrota del Team en Survivor Series. Después de intercambiar insultos, Evans atacó a Banks con el Woman's Right, cambiando a face por primera vez desde su debut en NXT en 2017. La rivalidad seguiría creciendo al paso de las semanas e incluso Summer (la hija de Evans), se vería involucrada en el ángulo. Evans derrotaría en varias ocasiones en luchas individuales y en parejas a Banks y Bayley, sin embargo, perdió el feudo y la lucha titular que dio lugar el 26 de enero de 2020 en Royal Rumble. El 12 de octubre, Evans fue transferida de Smackdown a Raw en el WWE Draft. El 16 de noviembre fue integrada con Peyton Royce al equipo femenino de Raw para el Traditional Survivor Series Elimination Women's Match en Survivor Series sustituyendo a Mandy Rose y Dana Brooke, en dicho evento logró eliminar a Natalya pero después fue eliminada por Liv Morgan, finalmente su equipo salió victorioso. 
Desde el episodio de Raw del 4 de enero de 2021, desarrolló una rivalidad con Charlotte Flair, que incluyó a Peyton Royce y Ric Flair (padre de Charlotte), como supuesta pareja de este último cambiando nuevamente a heel, e incluso se incluyó a la Campeona Femenina de Raw, Asuka, con quien tendría una lucha titular en Elimination Chamber. Sin embargo, el 15 de febrero del 2021 en Raw, Evans confirmó que estaba legítimamente embarazada, por lo que su storyline fue cancelado al igual que su lucha titular contra Asuka.
Después de más de un año de inactividad debido a su embarazo, en el episodio del 8 de abril de 2022 de SmackDown, Evans regresó al programación como face en una viñeta que hablaba sobre su vida en el Cuerpo de Marines de los Estados Unidos. Aunque en un principio, iba a competir para Raw como heel, esto fue rápidamente descartado debido a la carencia de historias respecto a la división femenina de la marca azul. En el episodio del 10 de junio, Evans hizo su regreso al ring, convirtiéndose nuevamente en un personaje facial, derrotando a Xia Li para calificar al Money in the Bank Ladder match femenino. Sin embargo, en Money in the Bank no logró ganar el combate.
El 28 de enero de 2023 en Royal Rumble, Evans fue una de las 30 participantes del Royal Rumble match femenil, entrando en la #24, eliminando a Zelina Vega y Nia Jax (junto con otras nueve luchadoras), aunque más tarde sería eliminada por Raquel Rodríguez. Su último combate antes de dejar la compañía en agosto de 2023, fue un dark match que tomó lugar en el episodio del 7 de julio de SmackDown.

## Vida personal
Según la periodista de ESPN Kate Richcreek, Estrella "se crio en una casa desgarrada por la depresión y el abuso de drogas y alcohol", y a veces mientras crecía tuvo que vivir en tiendas de campaña debido a los problemas legales y drogas de sus padres. Su padre, que había tenido pensamientos de convertirse en luchador pero nunca actuó en consecuencia, murió de una sobredosis de drogas antes de que ella hiciera el tryout para WWE, Macey describe que sus padres nunca estuvieron presentes en los momentos más importantes de su vida.
Ella y su marido, Alfonso Estrella-Kadlec, comenzaron a salir cuando ella tenía 14 años. Tuvieron a su primera hija juntos, Summer, en 2012. El 15 de febrero de 2021 anunció su segundo embarazo durante un combate por equipos contra Charlotte Flair y Asuka. Más tarde anunció que sería una niña.

## Otros medios
Evans hizo su debut en los videojuegos como contenido descargable en WWE 2K19, también ha aparecido en WWE SuperCard, WWE Universe y WWE 2K20.

## Campeonatos y logros
- American Premier Wrestling
  - APW World Heavyweight Championship (1 vez)

- WWE
  - Slammy Award (1 vez)
    - Trash Talker of the Year (2020) compartido con The Hurt Business[92]

- Pro Wrestling Illustrated
  - Situada en el Nº77 en el PWI Female 100 en 2018[93]
  - Situada en el Nº23 en el PWI Female 100 en 2019[94]
  - Situada en el Nº43 en el PWI Female 100 en 2020[95]